# Departamento Chicligasta
Chicligasta es un departamento ubicado en el sudoeste de la provincia de Tucumán (Argentina). Es un departamento con gran diversidad de flora y fauna al abarcar desde la llanura hasta las altas cumbres de la sierra del Aconquija. Se encuentra delimitado por los departamentos de Monteros al norte, Simoca (al este) y Río Chico (al sur), y al oeste por la provincia de Catamarca. La ciudad de Concepción es la cabecera departamental.

## Ecología y Turismo Ecológico
En este departamento sudoccidental tucumano se encuentra el :
- Parque nacional Campo de los Alisos

y contiguamente la parte sur del 
- Parque nacional Aconquija

## Sismicidad
La sismicidad del área de Tucumán (centro norte de Argentina) es frecuente y de intensidad baja, y un silencio sísmico de terremotos medios a graves cada 30 años.
- Sismo de 1861: aunque dicha actividad geológica catastrófica, ocurre desde épocas prehistóricas, el terremoto del 20 de marzo de 1861 (164 años) con 12.000 muertes,[4] señaló un hito importante dentro de la historia de eventos sísmicos argentinos ya que fue el más fuerte registrado y documentado en el país. A partir del mismo la política de los sucesivos gobiernos del norte y de Cuyo han ido extremando cuidados y restringiendo los códigos de construcción.[3] Y con el terremoto de San Juan de 1944 del 15 de enero de 1944 (81 años) los gobiernos tomaron estado de la enorme gravedad crónica de sismos de la región.
- Sismo de 1931: de 6,3 de intensidad, el cual destruyó parte de sus edificaciones y abrió numerosas grietas en la zona[4][3]

## Población
En 2010 el departamento contó con 80 735habitantes.
Para el censo 2022 el departamento registró 92 608 habitantes; lo que representó un aumento en la cantidad de personas del 14,7% menor que el crecimiento poblacional provinciala situado en 16,6%. Estos datos le valieron al departamento tener la sexta mayor población de la provincia.